# Gal4/UAS-System

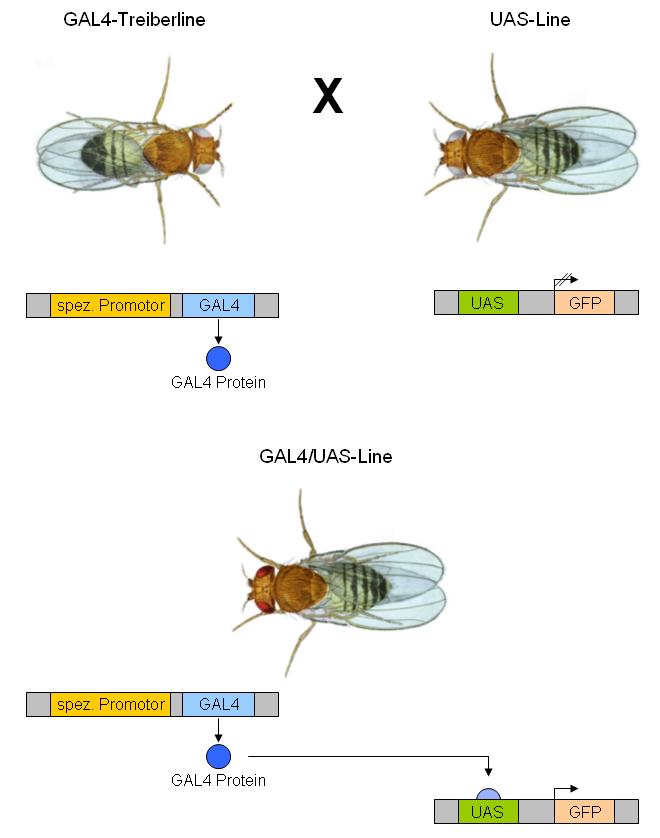
Schematischer Aufbau eines GAL4/UAS-Systems

Mit Hilfe des GAL4/UAS-Systems (auch UAS-GAL4-System) können beliebige klonierte Gene gezielt in bestimmten Zellen oder Geweben exprimiert werden. GAL4 ist ein hefespezifischer Transkriptionsfaktor, der unter der Kontrolle eines schwachen Promotors steht und für das Protein GAL4 codiert. Zur Expression wird ein weiterer Promoter oder Enhancer benötigt. Das Protein GAL4 bindet spezifisch an die so genannte UAS (Upstream Activating Sequence), wodurch ein downstream gelegenes Zielgen aktiviert wird. Dies kann z. B. das Gen für das grün fluoreszierende Protein GFP, oder ein zu untersuchendes Gen sein.
Entwickelt wurde das GAL4/UAS-System von Andrea Brand und Norbert Perrimon an der Harvard Medical School für den Modellorganismus Drosophila melanogaster und erstmals 1993 in Development publiziert. Es wird häufig in Verbindung mit molekularbiologischen Methoden wie dem Enhancer-Trap-Verfahren verwendet.